# Liste d'épisodes des Histoires singulières
Cet article présente les treize épisodes de la série télévisée britannique Histoires singulières (Hammer House of Mystery and Suspense).

## Généralités
- Au Royaume-Uni, la série fut diffusée entre le 5 septembre 1984 et 8 juin 1985 sur ITV.
- En France, elle a été diffusée à partir du 25 avril 1986 sur FR3.

## Épisodes

### Épisode 1:Le Tatouage
- Royaume-Uni : 5 septembre 1984 sur ITV

- Dirk Benedict (Frank Rowlett)
- Jenny Seagrove (Sara Helston)
- George Sewell (Inspecteur détective Grant)
- John Paul (Matt Helston)
- Tom Adams (Westcott)
- Burt Kwouk (Hai Lee)
- Peter Settelen (Sergent détective Kirby)
- James Ellis (Père Dowd)
- Reginald Marsh (Docteur Melford)
- Michael Cronin (Pymar)
- Nicholas Field (Billy Zarn)
- Alibe Parsons (Momma Rose)
- Robert Oates (Hara)
- Maggie Rennie (Ma Perkins)
- Hugh Morton (George, le majordome)

### Épisode 2:Vidéo Testament
- Royaume-Uni : 12 septembre 1984 sur ITV

- Deborah Raffin (Selena Frankham)
- David Langton (Victor Frankham)
- Oliver Tobias (Derek Tucker)
- Christopher Scoular (Cecil Truscott)
- Clifford Rose (Keith Bennet)
- Shane Rimmer (Docteur Hersh)
- Barbara Keogh (Madame Villiers)
- Robert Rietty (Marcello)
- Kenneth Nelson (Jack)

### Épisode 3:Jeu d'enfant
- Royaume-Uni : 8 octobre 1984 sur ITV

- Mary Crosby (Ann Preston)
- Nicholas Clay (Mike Preston)
- Debbie Chasan (Sarah Preston)
- Suzanne Church (La mère)
- Joanna Joseph (L'enfant)

### Épisode 4:Possession
- Royaume-Uni : 22 octobre 1984 sur ITV

- Carol Lynley (Sylvia Daly)
- Christopher Cazenove (Frank Daly)
- David Healy (Jack Mervyn)
- Judy Loe (Betty Mervyn)
- Bernard Kay (Donald Prentice)
- Vivienne Burgess (Jessica Prentice)

### Épisode 5:Tableau d'un mort
- Royaume-Uni : 29 octobre 1984 sur ITV

- Michelle Phillips (Sandra Lorenz)
- James Laurenson (Luke Lorenz)
- David Robb (Vincent Rhodes)
- Alan Lake (Davey)
- William Morgan Sheppard (Mahaffy)
- Michael McKevitt (Elliott Soames)
- Richard LeParmentier (Docteur Kates)
- Indira Joshi (Madame Patel)
- Tony Steedman (en) (Le chef des inspecteurs)
- Mark Heath (Inspecteur Robinson)
- Michael Watkins (Sergent Harris)

### Épisode 6:La Part des ténèbres
- Royaume-Uni : 5 novembre 1984 sur ITV

- David Carradine (Michael / Harris)
- Stephanie Beacham (Rosemary Richardson)
- Stephen Greif (Clifford Richardson)
- Stephan Chase (Gary)
- Fanny Carby (Madame Kimble)
- Lesley Dunlop (Sarah Kimble)
- Bernard Horsfall (Docteur)
- Ewan Stewart (Robin Kimble)

### Épisode 7:L'Oiseau noir
- Royaume-Uni : 12 novembre 1984 sur ITV

- Season Hubley (en) (Cora Berlaine)
- Leigh Lawson (Paul Taylor)
- Norman Bird (Henry Bircher)
- Allan Love (Ray Verne)
- Diana King (Madge Bircher)
- Julian Littman (Ron Verne)
- William Hootkins (Lou Delmart)
- Christopher Ellison (Sergent Drury)
- Daphne Goddard (Elsie Barrett)
- John Patrick (Sergent Wilson)
- Linda Hayden (Ellen Jarvis)
- Peter Polycarpou (Charlie)

### Épisode 8:Et le mur s'écroula
- Royaume-Uni : 19 novembre 1984 sur ITV

- Barbi Benton (Caroline Trent)
- Gareth Hunt (Peter Whiteway)
- Brian Deacon (Alan Yardley / Martin)
- Peter Wyngarde (Daniel Haswell / Général Haswell)
- Patricia Hayes (Grand mère Waters)
- Carol Royle (Kim Osborn / Catherine Parkes)
- Ralph Michael (Père Harris)
- Gary Waldhorn (inspecteur Crane)
- Robert James (Père Ambrey / Packard)
- Richard Hampton (Ted Pinder / David Pritchard)
- Angela Grant (Jill)
- Ray Armstrong (Sergent Mills)
- Peter Baldwin (Docteur Talbot)

### Épisode 9:Le Sang d'une championne
- Royaume-Uni : 26 novembre 1984 sur ITV

- Cristina Raines (Nancy Irving)
- Marius Goring (Angus Aragon)
- Simon Williams (Bob Appleyard)
- Tony Anholt (Docteur Marquis)
- Zienia Merton (Infirmière Lee Parquet)
- Mick Ford (Tony Graham)
- Tom Chadbon (en) (Jeune docteur)
- Lewis Fiander (Hoffman)
- Michael Elwyn (Peter Norton)
- Ben Robertson (Infirmier Baines)
- Monique De Sain (Anne)
- Christopher Banks (Le vicaire)

### Épisode 10:Tchèque et Mat
- Royaume-Uni : 3 décembre 1984 sur ITV

- Susan George (Vicky Duncan)
- Patrick Mower (John Patrick Duncan)
- Richard Heffer (Roger Brown)
- Peter Vaughan (Bullneck)
- Stefan Gryff (Inspecteur)
- Catherine Neilson (Marie Vladekova)
- Hana-Maria Pravda (Madame Pircek)
- Jiri Stanislav (Ivan Jiracek)
- Pam St Clements (Docteur)
- George Mikell (Policier en civil)

### Épisode 11:Doux parfum de la mort
- Royaume-Uni : 17 décembre 1984 sur ITV

- Dean Stockwell (Greg Denver)
- Shirley Knight (Ann Fairfax Denver)
- Michael Gothard (Terry Marvin)
- Carmen Du Sautoy (Suzy Kendrick)
- Robert Lang (Sergent détective Wells)
- Alan Gifford (John Fairfax)
- Toria Fuller (Paula)
- Struan Rodger (Détective Gray)
- Andrew Seear (Michael Patson)

### Épisode 12:Mystères sur court
- Royaume-Uni : 17 décembre 1984 sur ITV

- Peter Graves (Le vicaire John Bray)
- Hannah Gordon (Maggie Dowd)
- Jonathan Newth (Harry Dowd)
- Cyril Shaps (Docteur Magnusson)
- Ralph Arliss (Redmond Maryott)
- Isla Blair (Eileen)
- George Little (Inspecteur Eldridge)
- Marcus Gilbert (John Bray jeune)
- Peggy Sinclair (La matronne)
- Annis Joslin (Innes Bray)
- David Cheesman (Bobby)

### Épisode 13:L'Héritage Corvini
- Royaume-Uni : 8 juin 1985 sur ITV

- David McCallum (Frank Lane)
- Jan Francis (Eva Bailey)
- Terence Alexander (Hammond)
- Paul Bacon (Roulier)
- Timothy Morand (Collier)
- Mollie Maureen (La vieille dame)
- Leonard Trolley (Viner)
- Robert Swales (Gordon Brophy)
- Benedict Blythe (Bob Fraser)
- Marianne Borgo (Madame Roulier)